# Florida (Orange County)
Florida is een dorp in Orange County in de staat New York. In de plaats wonen 2571 mensen (2000) en het ligt ten westen van Lake Glenmere.
Het dorp wordt gekenmerkt door zijn immense uienvelden. Daarom wordt het dorp in de VS ook wel de Onion Capital of the World (Uienhoofdstad van de wereld) genoemd. Florida, New York is tevens de geboorteplaats van William H. Seward, de Minister van Buitenlandse Zaken onder president Abraham Lincoln die wordt herinnerd vanwege zijn inspanningen om Alaska van Rusland te kopen. Een andere bekende inwoner is de "Polkakoning", Jimmy Sturr.

## Plaatsen in de nabije omgeving
De onderstaande figuur toont nabijgelegen plaatsen in een straal van 16 km rond Florida.

## Geboren
- William Seward (1801-1872), gouverneur van New York (1839-1842), minister en senator